# 聖多默大學 (菲律賓)
聖多默大学（英文：University of Santo Tomas, UST），全称宗座与皇家圣多默大学（英文：Pontifical and Royal University of Santo Tomas），即菲律宾天主教大学（英文：The Catholic University of the Philippines），又译为圣托马斯大学、圣多马大学、圣多玛斯大学等，简称UST，是一所位于菲律宾马尼拉的宗座（天主教）、皇家、私立、综合性、研究型大学。该大学由马尼拉总教区前大主教米格尔·德贝纳维德斯于1611年创立，1785 年被西班牙国王查理三世授予皇家大学地位。1902 年，圣座（罗马天主教会）教皇良十三世将 UST 封为宗座大学。1947 年，教皇庇护十二世授予其“菲律宾天主教大学（The Catholic University of the Philippines）”称号。UST是亚洲最古老的大学和全球最大的单一校区天主教大学。

## 历史
UST于1611年4月28日由天主教馬尼拉總教區總主教米格尔·德贝纳维德斯（Miguel de Benavides）主持创办，是亚洲最古老的大学，论单校园学生人数，聖多默大學亦是全球最大的天主教大学。聖多默大學通过提供多元化学科的天主教教育，培养了英雄、圣人、殉道者和总统在内的众多学生，对菲律宾人民和国家发展贡献良多。如菲律宾国父黎刹就曾在此接受教育。
大学建有享誉世界的「聖多默大學合唱团」，曾在英国威尔士兰戈伦国际音乐节（Llangollen International Musical Eisteddfod）中两度获得「世界圣咏团」之殊名。
2011年9月21日—23日，设於法国巴黎的联合国教科文组织总部举办的文化展览，以「聖多默大學：推动理解、和平与文化的四个世纪」爲主题，展出了聖多默大學的创办及历史、重大历史事件、大学遗留的文化遗产，以及大学作出的贡献等。2012年6月11日，马来西亚前首相马哈迪·莫哈末被该校授予名誉教授称号。同年11月26日，波兰前总统莱赫·瓦文萨也被授予名誉教授称号。

## 外部連結
- University of Santo Tomas （页面存档备份，存于） - official website
- UST Miguel de Benavides Library （页面存档备份，存于） - Central Library website
- UST Hospital （页面存档备份，存于） - UST Hospital
- UST Museum - Museum of Arts and Sciences
- Santisimo Rosario Parish - Santisimo Rosario Parish
- Historical documentary synopsis of the University of Santo Tomas of Manila from its foundation to our day （页面存档备份，存于）, Fr. Juan Sanchez y García, Santo Tomas University Press, Manila, 1929
- El tricentenario de la Universidad de Santo Tomas de Manila (1611-1911) （页面存档备份，存于） , published in Manila, 1912
- . . New York: Robert Appleton Company. 1913.

14°36′35.5″N 120°59′21.5″E / 14.609861°N 120.989306°E